# 筬島直人
筬島 直人（おさじま なおと、1991年5月23日 - ）は、元ラグビー選手で現アメリカンフットボール選手。イコールワン福岡SUNS所属。ラグビー時代はトップチャレンジリーグコカ・コーラレッドスパークスに所属していた。

## プロフィール
- 熊本県出身[1]。
- ポジションはロック（LO）。中学時代はCTB、高校時代はLO、FB。
- 身長187cm、体重95kg（公表）

## 略歴
帯山中学校でラグビーを始める。3年時の主将は浦上知也（九州学院）。ラグビーを始めたきっかけは友人に誘われたことから。
2010年、熊本西高校卒業後、帝京大学に入る。なお熊本西高校時代は主将を務めていた
2014年、帝京大学卒業後、コカ・コーラレッドスパークスに加入。同年12月7日に行われたジャパンラグビートップリーグ2ndステージ第2節のNTTドコモレッドハリケーンズ戦にて途中出場で公式戦初出場を果たす。
2021年、コカ・コーラの廃部が決まり、社業に専念する予定だったが、イコールワン福岡SUNS代表の誘いを受けてアメリカンフットボールに転向した。